# بوتوند أنتال
بوتوند أنتال (بالمجرية: Antal Botond)‏ (22 أغسطس 1991 ببودابست في المجر - ) هو لاعب كرة قدم مجري في مركز حراسة المرمى. شارك مع منتخب المجر تحت 21 سنة لكرة القدم. أما مع النوادي، فقد لعب مع نادي ديوسجوري ونادي واتفورد وKaposvári Rákóczi FC ‏ ونادي كيكسكيميت.

## وصلات خارجية
- بوتوند أنتال على موقع اتحاد المجر (الهنغارية)
- بوتوند أنتال على موقع Soccerway.com (الإنجليزية)
- بوتوند أنتال على موقع عالم كرة القدم.نت (الإنجليزية)